# الشركة الكويتية الأولى للتجارة العامة والمقاولات
شركة الشركة الكويتية الأولى للتجارة العامة والمقاولات، المعروفة أيضًا باسم "FKTC"، هي شركة إنشاءات تأسست سنة 1996 على يد وديع العبسي ومحمد معرف، وقد أبرمت الحكومة الأمريكية معها أكثر من مئتي عقد لتنفيذ مشاريع في الكويت والعراق. ومن أبرز هذه المشاريع، تعاقد الشركة سنة 2004 لبناء سفارة الولايات المتحدة في العراق، وقد اكتمل بناء السفارة رسميًّا في 12 مايو 2008، بتكلفة بلغت 736 مليون دولار. وقد أبدى المسؤولون الأمريكيون المشرفون على المشروع رضاهم عن أداء الشركة في بناء السفارة.

## ادعاءات تتعلق بالعمالة
تلقت الشركة انتقادات واسعة، سواء بسبب جودة أعمالها الإنشائية، أو بسبب اتهامات بإساءة معاملة العمالة ظهرت خلال شهادة أدلى بها موظفون سابقون في الشركة أمام لجنة الرقابة في الكونغرس الأمريكي. أحد هؤلاء الموظفين السابقين ذكر أنّ الشركة كانت قد وعدت عمّالًا من بلدان متعددة، من بينها الهند والفلبين وغرب أفريقيا والصين، بوظائف في دبي والكويت برواتب تزيد حتى أربعة أضعاف عمّا كانوا يتقاضونه، ثم جرى نقلهم إلى العراق قسرًا وإجبارهم على العمل هناك.
كما تبيّن أنّ بعض هؤلاء العمال دُفعوا لدفع رسوم عشوائية تتراوح بين 1000 و1800 دولار فقط من أجل فرصة للعمل في الخارج، ليُنقلوا بعدها إلى العراق ويتمّ سحب جوازات سفرهم. وقبل هذه الشهادات بعدة أشهر، نشرت منظمة الأبحاث غير الحكومية "كورب ووتش" تقريرًا اعتمد على مقابلات مع موظفين ومسؤولين سابقين في الشركة، أكّدت فيه أنّ "فيرست كويتي" كانت تخدع العمّال وتصادر جوازات سفرهم وتسيء معاملتهم أثناء العمل.

وعلاوة على ذلك، تبيّن أنّ ظروف المعيشة والرعاية الصحية والتغذية لهؤلاء العمال كانت سيئة للغاية. وأفاد روري مايـبيري، وهو موظف أُرسل من قبل الحكومة الأمريكية للمساعدة في الإشراف على المشروع، بأنّ
"الرعاية الطبية لم تُتابَع. الناس كانوا يسيرون وهم تحت تأثير المسكنات، بعضهم بجروح مكشوفة، وكانت الإصابات كثيرة... فكرة وجود أي نظافة بدت سخيفة. لست متأكدًا حتى إن كانوا يستحمون".
كثير من هؤلاء العمال لم يكونوا قادرين على مغادرة العراق بسبب الديون المترتبة عليهم نتيجة الرسوم التي دُفعت للعمل، أو بسبب عدم توفر وسيلة نقل. وعندما سُئل المدير العام العبسي سنة 2005 عن هذه المعاملة، هدّد برفع دعوى قضائية في حال نُشرت أي من هذه الادعاءات ضد الشركة.
في وقت لاحق، أُثيرت الشكوك بشأن شهادة روري مايـبيري بعدما نشرت صحيفة "وول ستريت جورنال" تحقيقًا بشأن تاريخه المهني والجنائي، وأظهرت سجلات الشرطة والمحاكم في ولايتي أوريغون وكاليفورنيا أنّ مايـبيري أُدين في سلسلة من الجرائم منذ منتصف ثمانينات القرن العشرين، من بينها اثنتان بتهمة التزوير، وواحدة بالسطو، ورابعة بالاحتيال على نظام الرعاية الاجتماعية. كما فرضت عليه غرامة قدرها 4000 دولار سنة 2004 بسبب ممارسته التحنيط من دون ترخيص ومخالفات أُخرى بصفته مشغل محرقة جثث في ولاية أوريغون.
ووفقًا لصحيفة "وول ستريت جورنال"، فإنّ مايـبيري لم يعمل في مشروع بناء السفارة سوى خمسة أيام فقط قبل أن يُفصل من عمله لعدم امتلاكه المؤهلات والتدريب اللازمين للعمل كمسعف ميداني.

## قضية قانون الادعاءات الكاذبة
في سنة 2008، رفع موظف سابق يُدعى جون أوينز دعوى بموجب قانون "الادعاءات الكاذبة"، اتّهم فيها الشركة بتقديم فواتير كاذبة مقابل أعمال معيبة تتعلق ببناء السفارة، كما زعم أنّ الشركة انتقمت منه بسبب سعيه للإبلاغ عن هذه المخالفات. وقد حكمت محكمة المقاطعة في المنطقة الشرقية من ولاية فرجينيا لصالح الشركة بحكم ملخّص، لعدم توفر أدلة كافية على وجود احتيال، وقد أُيِّد هذا الحكم لاحقًا في الاستئناف. وأكّدت محكمة الاستئناف أنّ قانون الادعاءات الكاذبة "لا يعاقب على الأخطاء الصادقة أو المطالبات غير الدقيقة الناتجة عن الإهمال فقط".